# US Raon
Die Union Sportive Raonnaise ist ein französischer Fußballverein aus Raon-l’Étape, einer Kleinstadt im Département Vosges, am westlichen Fuß der Vogesen in der Region Grand Est gelegen.
Gegründet wurde er 1921.
Die Vereinsfarbe ist Blau; die Ligamannschaft spielt im Stade Paul Gasser, das eine Kapazität von 4.000 Plätzen aufweist.
Die erste Mannschaft wird derzeit von Michael Grand trainiert. (Stand: Saison 2018/19)

## Ligazugehörigkeit
Profistatus hat Raon bisher noch nie besessen, ebenso wenig erstklassig (Division 1, seit 2002 in Ligue 1 umbenannt) gespielt; zur Saison 2007/08 ist die USR in die viertklassige CFA, die höchste Amateurliga des Landes, abgestiegen, in der sie auch 2013/14 antrat.
In der Saison 2017/18 stieg man als Tabellenletzter von der National 2 in die fünfklassige National 3 ab.